# Plastophora glandulifera
Plastophora glandulifera är en tvåvingeart som beskrevs av Borgmeier 1967. Plastophora glandulifera ingår i släktet Plastophora och familjen puckelflugor. Inga underarter finns listade i Catalogue of Life.